# Onthophagus bundutuhanensis
Onthophagus bundutuhanensis là một loài bọ cánh cứng trong họ Bọ hung (Scarabaeidae).